# 郑州世纪欢乐园
郑州世纪欢乐园位于郑州市中州大道与石化路交会处，紧临陇海铁路线。景区占地660亩，由郑州世纪公园发展有限公司投资6.8亿元。是集探寻火车文化与感受迪斯尼欢乐为一体的文化主题乐园，市政府重点工程建设项目。2004年建成开放，国家4A级旅游景区。於2017年被取消国家4A级旅游景区。

## 简介
园区以铁路发展为主线，以一条长3000多米的环园铁路为连线。
六大主题游乐
- 50余项“迪斯尼”项目
- 海、陆、空（鸟艺表演、海洋世界、狮虎表演）动物表演
- 不同时期火车文化
- 异域动漫景观
- 珍奇百花园

九大风情站区
- 俄罗斯风情站
- 古埃及文明站
- 工业伦敦站
- 南美雨林站
- 阿拉伯古堡站
- 荷兰风情站
- 西部牛仔站
- 80亩欢乐湖站
- 浪漫樱花站

## 游览
成人票：120元/人；优惠票：75元/人；开放时间：10：00—19：30

## 交通
市内乘坐B15、B16、35、59、215、216、261、263路到世纪公园·美景天城站到达。